# San Tiso d'Abres
San Tiso d'Abres (en castellà, San Tirso de Abres) és el conceyu asturià situat més a l'occident de la regió. Limita al nord, al sud i a l'oest amb la província gallega de Lugo, i amb Taramundi i A Veiga per la part oriental. Té una extensió de 31,36 km². La principal via de comunicació la configura la nacional N-640, articulant-se diverses carreteres i accessos rodats locals al voltant.
És un dels municipis d'Asturies en els quals es parla gallec.

## Geografia
La composició del sòl, igual que la majoria dels de l'occident astur, és de formació siluriana, predominant la pissarra en tot el seu territori, tenint també presència la grauwacka i la quarsita. L'estructura i consistència de la pissarra varien molt, podent trencar-se en lloses i fulles regulars algunes d'elles, que seran molt útils per als sostres i els cèrcols de les finques. També pot ser que es manifesti amb duresa i consistència, traient d'ella molt bona pedra per a construir cases. En la part baixa del concejo, predomina el terreny al·luvial formant unes hortes molt fèrtils.

### Relleu
Respecte a la seva topografia, podem dir que s'assenta sobre una vall relacionada al curs mitjà del riu Eo que travessa el concejo en direcció oest-aquest. No presenta grans altituds ni grans pendents, presentant les majors altures pel sud, concretament en el cordal de Arredondas, on se situa el Pic Xunqueira amb 664 metres. Aquesta serra juntament amb la Lloma del Cordín forma el límit amb Taramundi. En la part sud-occidental trobem la Forest de Vaca amb 488 metres, i en la seva part nord-occidental petites altituds que no arriben a 500 metres com La Penya del Lobo, Monte Sueiro, Peña del Encanto i Peña Bella. El seu principal curs fluvial ho compon el riu Eo que serveix de part limítrofa, en un tros de la província de Lugo, per a travessar el concejo de sud-oest a nord-oest. Al seu pas per sòl de San Tiso recull les aigües de diversos rierols i regalls que assorteixen d'aigua a tots els nuclis de població i llogarets. Són importants el Rego de Eilale, el Rego do Lobo i l'Ouria.

### Clima
Gràcies a la seva relativa proximitat amb les costes marines, el concejo gaudeix d'un clima suau amb estius no molt calorosos i hiverns bastant temperats. Així la temperatura mitjana anual ronda els 14 °C, sent molt difícil veure temperatures superiors a 30º a l'estiu, i inferiors a 0° en èpoques hivernals; sent escasses les nevades.

### Vegetació
La seva vegetació ha sofert una important retallada d'espècies per culpa sobretot de la implantació de l'eucaliptus, molt més rendible econòmicament i que asseca les deus. No obstant això, són recognoscibles diverses taques boscoses de nogueres, castanys i roures. En les riberes també podem albirar espècies tals com els alisos, els pollancres i els àlbers. Dintre de la seva fauna destacarem la importància que sempre va tenir el concejo dels peixos del riu, sent l'Eo un riu salmoner asturià i abundant en ell i als altres rierols les truites.

## Capital
O Chao és la capital de San Tiso d'Abres, i es troba localitzat en la plana al·luvial formada pel ric Eo. És el nucli més poblat de tot el concejo i en el predomina l'economia rural, encara que això va canviant a poc a poc gràcies a l'enlairament del turisme rural. També influeix en aquest apogeu la millora de les comunicacions per carretera sobretot de la N-640 en direcció a Lugo.

## Evolució demogràfica
Igual que molts dels concejos situats en els extrems de la regió San Tiso d'Abres es caracteritza per la pèrdua gradual de la població des de finals del segle xix, primer per l'emigració a ultramar i ja a partir de meitat de segle, però sobretot del 70 des d'ara, per culpa de l'emigració als centres industrials de la regió. Tot això s'accentuà amb una incapacitat de recuperació vegetativa que va fer que s'estanqués la població. El resultat que ens oferix això, és una piràmide de població totalment descomposta amb una majoria de persones majors de 50 anys que fa témer seriosament per la vida en determinats pobles del concejo on avui ja no arriben a 10 habitants com Prado, Valiñaseca, Loureal, Matela i Sobrelavega. L'activitat econòmica igual que tota la comarca, gira entorn del sector primari, principalment de la ramaderia, que genera el 72,25% de les ocupacions, encara que actualment i a causa del prematur envelliment i la crisi del sector, s'estigui intentant reorientar les estructures. Amb tot això la cabanya bovina és la qual majorment es treballa, presentant les explotacions una orientació làctia. També té presència els caps porcinas, encara que generalment va destinat a l'autoconsum.
El sector secundari i de la construcció representa al 9,57% de la població ocupable, sent aquesta última activitat, la qual es duu la major part. Más actualment està en auge el sector maderero. També hi ha una piscifactoría que dona ocupació a vuit persones. Els serveis representen al 18,18% de l'ocupació local, concentrant-se la majoria d'ells en la capital, O Chao, on la branca del comerç es duu el palmell quant a ocupacions. Avui cal dir que les millores de les comunicacions, sent lloc estratègic en la carretera que va a Lugo, així com les reformes de diverses Cases de Llogaret, permeten veure amb cert optimisme les perspectives quant a l'augment del turisme rural en la zona.

## Parròquies
Només té una parròquia: San Tiso. Els nuclis de població del conceyu són :
- A Antigua
- A Carretera
- O Castro
- Eilale
- Espasande
- Foxas
- Goxe
- A Grandela
- O Chao
- Lombal
- Lourido
- Matela
- A Mourela
- Naraído
- Prado
- Salcido
- San Andrés
- Sobredaveiga
- Solmayor
- Trasdacorda
- Valiñaseca
- As Veigas
- Vilar
- Vilelas

## Història
Els primers vestigis històrics trobats en el concejo, pertanyen al Paleolític, trobant-se una necròpoli tumular d'O Couzogordo en la Xunqueira en el límit amb el concejo de Taramundi. És l'única zona de tota la comarca on s'han trobat restes tan antigues. La presència romana en la zona es deixa sentir per mediació de les explotacions mineres de ferro i les auríferes. En el primer aspecte, pràcticament no existeix vessant sense explorar, sent les més aprofitades les localitzades damunt de San Andrés, amb una mina (Salgueiro) de diverses galeries unides entre si. Referent a l'or, en As Cárcovas, en les proximitats de Salcido, es van trobar vestigis importants. No obstant això, la troballa més important de l'època romana és la presència de tres assentaments castreños en el concejo i que són: El Croas de Castro, orientat a labors agrícoles. El Croas de Eilale, relacionat amb les explotacions mineres de Salgueiro, i el Castro de Salcido, dedicat a labors extractives i de transformació, que compta amb una petita escala de pissarra que dona accés a una acròpoli i un recinte amurallado de més de tres metres de grossor.
San Tiso forma part de la donació efectuada per Alfons VII de Castella a l'església d'Oviedo, però en 1172 el Monestir de Meira, situat a Galícia, aconsegueix la meitat del territori. Aprofitant les bones condicions de les vegas del concejo, el monestir va instal·lar tres granxas o unitats integrals d'explotació agrícola en O Chao, A Pumarega i A Brea. En 1537 el comte d'Altamira, Lope Moscoso, compra el vedat per 672.000 maravedins, encara que no es va incloure la part del monestir de Meira. En 1579 Felip II necessitat d'ingressos per a pal·liar les despeses ocasionades per les guerres, obté, amb la benedicció del Papa Gregori XIII, el privilegi de vendre o incorporar a la Corona els senyorius eclesiàstics, i entre ells aquest territori, el que aprofitarien les gents de San Tiso d'Abres per a adquirir-lo, expedint-se títol de vila i cèdula de jurisdicció. El poble exercia la seva jurisdicció nomenant jutges i regidors, no obstant això, aquesta jurisdicció va quedar compartida amb el monestir de Meira i amb el comte d'Altamira, una cosa que s'aprecia en les percepcions de delmes. San Tiso obté representació en la Junta General del Principat a través del partit de la bisbalia, cedint tot el protagonisme a Castropol, que n'exercia de cap.
El segle xix, veu com s'implanta la indústria en el concejo amb l'engegada d'un teler que crea treball de venda ambulant. De la guerra de la Independència no es tenen referències clares en el concejo, així com tampoc n'hi ha de les batalles carlines. En els trams finals del segle l'emigració a ultramar fa perillar l'estructura demogràfica en el territori, sent la construcció del ferrocarril miner en 1896 el seu efecte amortidor. A principis del segle xx es projecta en la capital la instal·lació d'una indústria òptica, finalment rebutjada per culpa de la guerra civil espanyola.
Durant els últims temps novament comencen a aparèixer moviments migratoris, encara que aquesta vegada cap al centre de la regió i Europa, que fan descendir perillosament la població, modificant l'estructura social del concejo.